# Anteaeolidiella indica
Anteaeolidiella indica is een slakkensoort uit de familie van de Aeolidiidae. De wetenschappelijke naam van de soort is voor het eerst geldig gepubliceerd in 1888 door Bergh.